# Relations entre le Canada et l'Indonésie

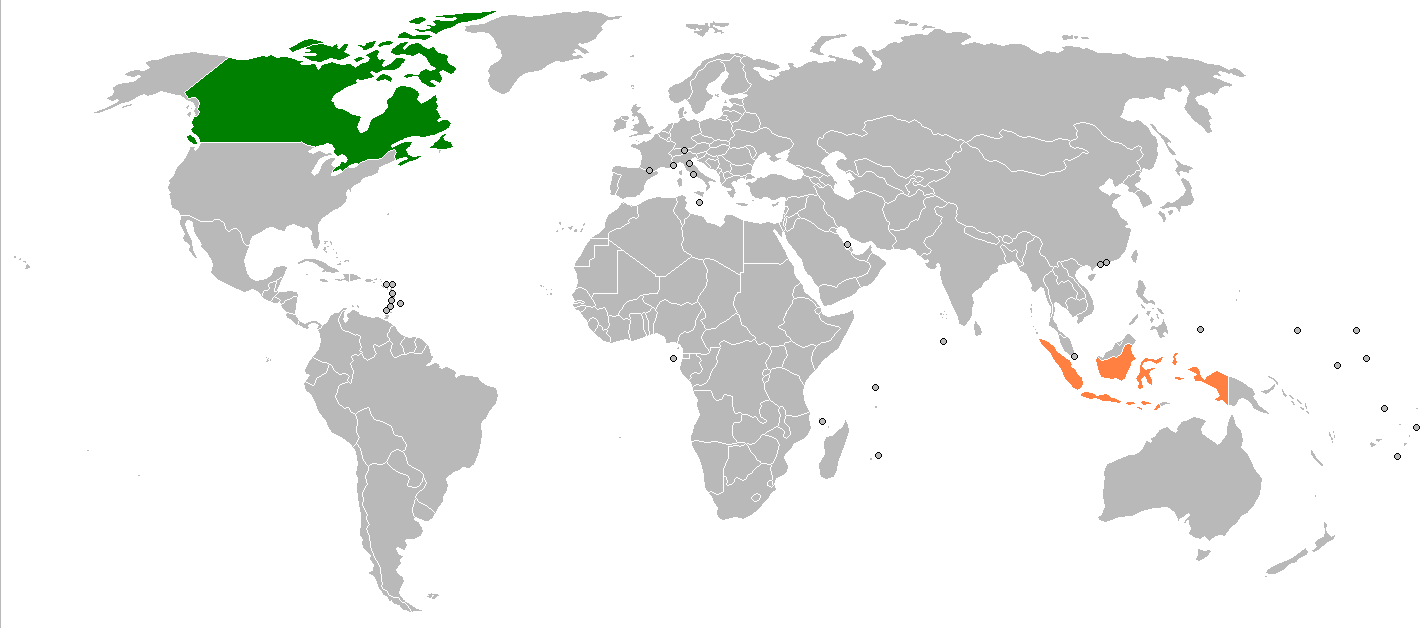
Localisation de l'Indonésie et du Canada sur une carte du monde

Cet article concerne les relations bilatérales entre le Canada et l'Indonésie. 
L’Indonésie représente actuellement le plus grand partenaire d’échange et d’investissement du Canada dans la région de l’Asie du Sud-Est. Cette relation est donc fortement axée, depuis quelques années, sur le développement de liens commerciaux forts durables entre les deux pays. Ottawa a d’ailleurs désigné la République d’Indonésie comme étant un marché prioritaire pour le Canada, multipliant les efforts de dialogue et de coopération, ce qui a permis une relative augmentation des flux commerciaux depuis les années 1990,.
Le Canada et l’Indonésie ont aussi des missions diplomatiques respectives bien établies avec une ambassade canadienne à Jakarta depuis 1952 et une représentation officielle indonésienne à Ottawa en plus de consulats présent à Vancouver et Toronto . Ces deux pays échangent aussi au niveau multilatéral dans des institutions comme le Forum de coopération économique Asie-Pacifique (APEC), le Forum régional de l’Association des nations de l’Asie du Sud-Est (ARF) ainsi que le G20 .
La construction des relations entre les deux pays est d'ailleurs passée par des programmes d’échanges culturels, particulièrement par le programme Jeunesse Canada Monde. Ce programme d’échange et de bénévolat bilatéral a permis à des milliers de Canadiens et d’Indonésiens de tisser des liens au fil des 40 ans de relation entre l’organisation canadienne et le Kemenpora (ministère des Sports et de la Jeunesse de la République d’Indonésie) .
Somme toute, les relations Canado-Indonésiennes restent historiquement inconsistantes, avec un engagement plus ou moins soutenu au fil des années et des gouvernements se succédant à Ottawa .

## Antécédents des relations
Les relations entre le Canada et l’Indonésie remontent à la lutte d’indépendance que mènent les élites indonésiennes après la fin de la Seconde Guerre mondiale  . En effet, l’indépendance du pays Sud-Est asiatique déclaré le 17 août 1945 est rapidement mise au défi par les Pays-Bas qui ont comme ambition de reprendre un contrôle colonial sur ce territoire qu’il nomme les Indes Néerlandaises .
À cette époque, le Canada vient jouer un rôle de médiateur dans le conflit qui oppose l’ex-puissance coloniale et le nouveau gouvernement autoproclamé d’Indonésie . Le Canada a adopté une position modérée lorsque l’enjeu se retrouva au centre des débats au Conseil de sécurité de l’ONU en 1946 ,. Le Canada a joué un rôle de médiation pour permettre aux Pays-Bas de se retirer dignement de l’Indonésie et ainsi de permettre à son allié européen de ne pas perdre la face et de se plier aux forces historique appelant à un nouvel ordre mondial décolonisé .
D’ailleurs, l’histoire officielle mise de l’avant par l’Ambassade de l’Indonésie au Canada remercie le Canada pour son rôle de médiation lors de la lutte pour l’indépendance de l’archipel sud-est asiatique . En effet, la diplomatie indonésienne met l’accent sur le rôle de l’ambassadeur canadien auprès des Nations unies à la fin des années 1940, Andrew McNaughton, qui aurait fortement travaillé à façonner une entente entre les différents partis. Par contre, il semble important de relativiser le rôle du Canada dans cette histoire ,. La politique étrangère canadienne pendant les années suivant la Deuxième Guerre mondiale n’était pas nécessairement de prioriser les initiatives de décolonisation ou de mettre en place des processus de médiation désintéressés . Il s’agissait surtout de réduire les tensions entre les alliés occidentaux sur l’enjeu de la décolonisation en cours dans le monde et ainsi préserver l’équilibre fragile du système international post-deuxième guerre mondiale. Dans ce cadre, il est surtout admis que l’indépendance de l’Indonésie a été rendue possible par les luttes internes menées par le peuple indonésien ainsi que par les pressions faites par la puissance américaine sur les Pays-Bas, pour que le pays européen cesse ces actions directes dans son ancienne colonie ,.
Les premières relations entre le Canada et l’Indonésie se développent aussi dans le contexte de la guerre froide et la mise place du plan Colombo au début des années 1950. En effet, le plan Colombo a été élaboré dans le contexte de la montée du communisme dans la région (révolution chinoise) et visait donc à « combattre toute nouvelle poussée du communisme en Asie » . L’adhésion de l’Indonésie au plan Colombo amène le Canada à ouvrir une ambassade à Jakarta en 1952-1953 . L’aide canadienne issue de ce plan est fortement dirigée vers l’Indonésie et la lutte contre la pauvreté pour réduire les risques de soulèvement communiste dans le pays . Par exemple, des plans d’aide alimentaire sont mis en place pour assurer une certaine stabilité en priorisant d’abord à satisfaire les besoins des militaires indonésiens pour ainsi assurer la stabilité et évité un coup militaire ,. L’aide canadienne a aussi été dirigée vers la fourniture d’équipements militaires aux régimes en place . Il semble donc assez clair que les premières années de coopération canado-indonésienne s’inscrivent dans une dimension stratégique globale anticommuniste .

## Aide au développement
L’Indonésie est un des 38 pays prioritaires pour la coopération canadienne 16. En effet, un fonds de 100 millions de dollars est destiné à des programmes de développement sur l’archipel indonésien ,. Officiellement, le Canada explique la sélection de l’Indonésie comme pays prioritaire pour recevoir de l’aide publique au développement par la nécessité de combattre la pauvreté qui sévit toujours dans ce pays (40 % des Indonésiens vivent avec moins de deux dollars par jour), par les inégalités économiques importantes ainsi que par les inégalités entre les genres (enjeu qui est devenu la pierre angulaire de l’aide canadienne depuis l’élection du gouvernement de Justin Trudeau en 2015).
Le Canada est surtout actif dans les secteurs de l’environnement et de la gouvernance ainsi que dans des projets visant l’autonomisation de la femme qui sont secteurs priorisés par le gouvernement indonésien . De plus, le Canada supporte des programmes de développement qui favorisent l’émergence de petites entreprises sur le territoire indonésien .
La coopération militaire est aussi un secteur relativement important où l’implication canadienne est présente. L’aspect sécuritaire joue un rôle important dans le programme d’aide publique au développement du Canada, en particulier depuis les événements du 11 septembre 2001 . L’augmentation des enjeux sécuritaires autour de la présence de groupes extrémistes ayant prêté allégeance à l’État islamique sur le territoire indonésien amène ainsi un renforcement de la collaboration entre les deux États ,. Ce renforcement de l’aspect sécuritaire dans les relations canado-indonésiennes se présente par un approfondissement de leur coopération militaire ainsi que par le financement de centre de formation qui accueille des militaires de plusieurs pays de l’Asie du Sud-Est .
En dehors des discours officiels, il faut prendre en considération le fait que le Canada a fortement réorienté son aide publique au développement depuis 2007 . En effet, l’aide canadienne est passée d’une approche qualifiée d’internationalisme humaniste visant à réduire les situations d’injustices économiques et sociales vécues dans le monde, à une approche définissant davantage l’aide comme étant un outil qui s’insère dans les objectifs politiques, diplomatiques et économiques de l’État canadien ,. Les pays ciblés par l’aide canadienne ont donc un intérêt stratégique pour le gouvernement qui peut ainsi créer des liens importants avec ces pays dits prioritaires. L’Indonésie entre ainsi dans cette catégorie non seulement par le désir qu’a le Canada de faire une différence sur le développement dans ce pays, mais aussi pour les intérêts économiques et politiques que l’Indonésie représente pour le pays nord-américain . La présence d’intérêts miniers canadiens sur le territoire indonésien semble d’ailleurs être un aspect explicatif important de la désignation du pays de l’Asie du Sud-est comme étant  un pays prioritaire pour la coopération canadienne . L’aide au développement du Canada promeut de façon importante une coopération mettant de l’avant le secteur privé canadien . L’association entre le secteur privé et l’aide internationale touche particulièrement l’industrie minière qui représente un secteur décisif de l’économie canadienne ,. En Indonésie, ceci est représenté par une aide bilatérale de 16,6 millions de dollars américains pour le secteur extractif présent sur l’archipel indonésien .
Prioriser l’Indonésie (mais aussi les Philippines et le Viêt Nam) dans son aide publique au développement s’inscrit aussi dans une stratégie plus large de tentative de rapprochement avec les pays de l’ASEAN qui représenteront une part importante de la croissance mondiale dans un avenir rapprocher . L’implication du Canada dans le développement de l’Indonésie s’avère être une opportunité singulière de démontrer un engagement à long terme envers ce pays et la région de l’Asie du Sud-Est . D’ailleurs, les différents pays de l’ASEAN mettent généralement énormément de valeurs sur les relations à long terme dans l’orientation de leurs politiques étrangères respectives .

## Relation économique
L’Indonésie représente un marché en pleine croissance qui est grandement attrayant pour les entreprises et les investisseurs canadiens 3. Le pays qui compte 260 millions d’habitants a une croissance économique annuelle qui avoisine les 5 %, ce qui pourrait lui permettre d’atteindre le 7e rang mondial en termes de produit intérieur brut en 2030. De plus, la classe moyenne y est aujourd’hui en constance augmentation, ce qui représente un aspect important de l’intérêt des États et des entreprises d’augmenter leur présence sur l’archipel indonésien. En 2016, près de 19,6 millions de personnes étaient caractérisées comme faisant partie de la classe moyenne tandis qu’on estime que 23,9 millions de personnes y seront en 2030.
Le Canada tente donc de sortir son épingle du jeu et d’augmenter sa participation dans ce pays qui constitue 40 % des rendements économiques de l’ASEAN. Par contre, il semble que l’inconstance de la présence canadienne en Indonésie et en Asie du Sud-Est plus généralement réduit les possibilités d’action à court terme. L’augmentation de la présence diplomatique semble maintenant bien réelle avec une augmentation significative du nombre de déplacement des officiels Canadiens responsable du commerce international. Par contre, il semble toujours exister un certain manque de connaissance et de confiance des investisseurs et Canadiens envers l’archipel sud-est asiatique. Plus particulièrement, il semble que des peurs associées à la possible « corruption ainsi qu’à l’inconsistance dans l’application des lois et des règles encadrant la propriété intellectuelle » soient à l’origine de la timidité de l’investissement privé canadien.
Les échanges de marchandises et de services entre les deux pays se chiffrent à près de 4 milliards de dollars par année, chiffre qui est en  constante augmentation depuis les années 1990. Il est à noter que l’aspect économique a toujours été central dans les relations entre les deux pays, le Canada allant jusqu’à supporter le régime autoritaire de Soeharto pour conserver ses intérêts économiques dans la région. Par contre, le Canada reste un joueur marginal pour l’économie indonésienne. En effet, l’Indonésie exporte et importe très peu de marchandise en provenance ou en direction du Canada. En comparaison, l’archipel indonésien représente la 16e destination des produits canadiens.
La province canadienne qui exporte le plus vers le pays de l’Asie du Sud-Est est la Saskatchewan, totalisant 41 % des exportations suivies par l’Alberta qui représente 14,2 %. Ceci s’explique par le fait que l’industrie agricole indonésienne est un grand consommateur de la potasse, majoritairement produite en Saskatchewan. Ce fertilisant est grandement utilisé dans les plantations de palmiers à l’huile, qui est un secteur clé de l’économie indonésienne. Avec la constante augmentation des superficies de palmier à l’huile cultivé, il est probable que la potasse représente le secteur qui croîtra le plus dans les relations économiques entre le Canada et l’Indonésie. D’ailleurs, l’exportation de la potasse représente déjà à 22 % le bien le plus échangé entre les deux pays . Aussi, on peut noter l’exportation de céréales, qui est aussi majoritairement produite en Saskatchewan et qui équivaut à près de 20 % des exportations du Canada dans le pays asiatique.